# Huta Damai
Huta Damai is een bestuurslaag in het regentschap Mandailing Natal van de provincie Noord-Sumatra, Indonesië. Huta Damai telt 946 inwoners (volkstelling 2010).